# John Owoeri
John Owoeri (17 de enero de 1987, Warri, Nigeria) es un futbolista nigeriano que se desempeña como delantero en el Shaanxi Chang'an Athletic de la Primera Liga China.

## Trayectoria deportiva
Owoeri ha jugado en varios equipos a lo largo de su carrera, algunos de renombre como el Feyenoord de Róterdam, pero sobre todo ha jugado en escuadras de su país.
Según Wilson Raj Perumal, Owoeri habría participado en partidos amañados junto con todo el equipo nigeriano. Sin embargo, marcó un gol en un partido entre Irak y Nigeria en 2008, que debía terminar en empate. Como consecuencia, se habría quedado fuera de la selección nigeriana y no fue convocado para los Juegos Olímpicos de Pekín 2008.
En 2016, pese a que su equipo, el BK Häcken, quedó 10.º con 40 puntos en la Allsvenskan, John Owoeri fue el máximo goleador de la liga sueca, logrando 17 tantos en 26 partidos.

## Clubes
| Equipo                      | País         | Año           |
| --------------------------- | ------------ | ------------- |
| Bendel Insurance FC         | Nigeria      | 2005          |
| Feyenoord de Róterdam       | Países Bajos | 2005-06       |
| KVC Westerlo                | Bélgica      | 2006 (Cesión) |
| Enyimba International FC    | Nigeria      | 2006-09       |
| Heartland FC                | Nigeria      | 2009-11       |
| Ismaily SC                  | Egipto       | 2011-12       |
| Sunshine Stars FC           | Nigeria      | 2012-13       |
| Warri Wolves FC             | Nigeria      | 2013          |
| Åtvidabergs Fotbollförening | Suecia       | 2013-15       |
| BK Häcken                   | Suecia       | 2016          |
| Baoding Yingli Yitong FC    | China        | 2017          |
| Shanghai Shenxin FC         | China        | 2018          |
| Nei Mongol Zhongyou         | China        | 2019          |
| Shaanxi Chang'an Athletic   | China        | 2019-presente |